# Gardênia Azul
Gardênia Azul és un barri de la zona oest del municipi de Rio de Janeiro, localitzat en la Baixada de Jacarepaguá. S'hi localitza la casa gran de la Hisenda de l'Engenho Dágua, fundada en l'època del Brasil colonial i protegida per l'IPHAN, a més del tram inicial de la Línia Groga.
Fa límit amb Jacarepaguá, Anil, Freguesia de Jacarepaguá i Cidade de Deus.
El seu IDH, l'any 2000, era de 0,768, el 106º de 126 regions analitzades en el municipi de Rio de Janeiro. El 2019 es va aixecar una favela al barri.

## Història
El barri està localitzat en les terres de l'antic Engenho Dágua, primer anomenat "Engenho da Tijuca", que Salvador Correia de Sá e Benevides va rebre com a herència del seu pare, Martim de Sá. Gràcies a la petita capella erigida el 1616 per Rodrigo de la Veiga, va ser també conegut per "Engenho de Nossa Senhora da Cabeça de Jacarepaguá". El territori va passar per molts amos; tots, no obstant això, eren de la família Correia de Sá. João Correia de Sá e Benevides, fill de Martim, va instituir un majorat i, així, quan aquest va morir, va ser substituït pel seu germà, Martim Correia de Sá e Benevides Velasco, el primer Vescompte d'Asseca. La hisenda encara pertanyeria als Correia de Sá sis generacions més, i, com no rendia els beneficis necessaris, passaria per successius arrendaments i devolucions.
El 1847, José Maria Correia de Sá - oncle de António Maria Correia de Sá i Benevides Velasco da Câmara, sisè Vescompte d'Asseca - va comprar l'engenho. Quan va començar a tenir dificultats financeres, el va arrendar i, posteriorment, va vendre definitivament al comendador Francisco Pinto da Fonseca, propietari de vastes terres a Jacarepaguá (engenhos da Taquara i de Fora). Amb la fi del majorat, l'Engenho Dágua seria l'última propietat dels Correia de Sá en la Baixada de Jacarepaguá. Quan el comendador Pinto va morir, totes les seves propietats van passar al seu fill, Francisco Pinto da Fonseca Teles - el Baró de la Taquara. La seva casa gran, localitzada a la cruïlla de les avingudes Ayrton Senna i Tinent-Coronel Muniz de Aragão (Carretera del Capão), és protegida per l'Institut del Patrimoni Històric i Artístic Nacional, de propietat dels descendents del Baró de la Taquara.
En l'inici de la dècada de 1950, José Padilha Coimbra era gran propietari de terres en la regió entre les carreteres de l'Engenho Dágua i l'Avinguda Tenente Coronel Muniz de Aragão. La seva casa era on actualment es localitza el Condomínio Aldeia, cercada de jardins on predominaven gardènies i victòries regies.
El 1953, Padilha va parcel·lar les seves terres, donant el nom de les seves plantes preferides a les parcel·les: Victòria-Régia (junt a la Carretera Engenho Dàgua) i Gardênia Azul (al final de la Carretera del Capão). L'actual nucli del barri va ser creat en la gestió del governador Negrão de Lima.